# Mormotomyia hirsuta
Mormotomyia hirsuta, comunemente conosciuta come Frightful Hairy Fly, è l'unica specie nota della famiglia Mormotomyiidae (Diptera: Hippoboscoidea) rinvenuta in Kenya.  
La mosca fu descritta per la prima volta dall'entomologo inglese Ernest Edward Austen, e esemplari sono stati raccolti in un sito montuosa dell'Ukazi Hill, lungo la strada che va da Thika a Garissa, in Kenya in una crepa dove dei pipistrelli avevano stabilito la loro tana; probabilmente si tratta della più ristretta distribuzione geografica per una specie appartenente all'ordine dei ditteri.  Dal guano dei pipistrelli furono raccolte alcune larve di Mormotomyia. Probabilmente le mosche adulte si cibano delle secrezioni corporee dei pipistrelli. Gli esemplari misurano circa un centimetro in lunghezza, hanno zampe pelose, e, avendo ali non funzionali e occhi molto piccoli, sembra più un ragno che una mosca.